# Clethrionomys gapperi
Clethrionomys gapperi és una espècie de mamífer rosegador de la família dels cricètids. Viu al Canadà i els Estats Units. El seu hàbitat natural són les zones mèsiques situades en boscos de coníferes, caducifolis o mixtos. És una espècie en risc mínim, és a dir, no sembla que hi hagi cap amenaça significativa per a la seva supervivència.
L'espècie fou anomenada en honor del metge i naturalista britànic Anthony Gapper.